# آرنولد ریدلی
ویلیام آرنولد ریدلی (انگلیسی: William Arnold Ridley,; ۷ ژانویهٔ ۱۸۹۶ – ۱۲ مارس ۱۹۸۴) نمایشنامه‌نویس، بازیگر و نظامی اهل انگلستان بود. او در آغاز حرفه‌اش به خاطر نوشتن نمایش‌نامه قطار ارواح شناخته می‌شد. اما عمده شهرت‌اش به دلیل نقش‌آفرینی در مجموعه تلویزیونی کمدی ارتش بابا (۱۹۶۸–۱۹۷۷) و نسخه بلند سینمایی (۱۹۷۱) این سریال و نمایشی موزیکال (۱۹۷۵) به همین نام اس̩ت.
ریدلی به عنوان نظامی ارتش بریتانیا در جنگ جهانی اول (نبرد سم) وجنگ جهانی دوم (نبرد فرانسه) حضور داشت.